# Droga krajowa B58 (Niemcy)
Droga krajowa 58 (niem. Bundesstraße 58, B 58) – niemiecka droga krajowa przebiegająca  z zachodu na wschód od granicy z Holandią koło Bamerbruch do miejscowości Beckum, gdzie krzyżuje się z drogą B61 i B475 w Nadrenii Północnej-Westfalii.

## Miejscowości leżące przy B58
Bamerbruch, Straelen, Vossum, Pont, Geldern, Issum, Potterhof, Alpen, Grünthal, Niederfeld, Zambachs, Büderich, Wesel, Peddenberg, Damm, Schermbeck, Wulfen, Haltern am See, Hullern, Seppenrade, Lüdinghausen, Ascheberg, Drensteinfurt, Ahlen, Roland, Neubeckum, Beckum.